# Ронтомелоне - Инчиза (Кунео)
Ронтомелоне - Инчиза је насеље у Италији у округу Кунео, региону Пијемонт.
Према процени из 2011. у насељу је живело 108 становника. Насеље се налази на надморској висини од 212 м.